# Kościół św. Józefa Robotnika w Ząbkowicach Śląskich
Kościół świętego Józefa Robotnika – rzymskokatolicki kościół filialny należący do parafii św. Anny w Ząbkowicach Śląskich.
Świątynia została zbudowana przez zakon Bonifratrów jako część ich klasztoru i szpitala istniejących od 1850 roku. Zaprojektowana została przez monachijskiego architekta Johanna Marggraffa. Plany budowy zostały zatwierdzone w dniu 3 czerwca i 26 września 1867 roku. W październiku 1868 roku kościół został ukończony. W końcu września 1868 roku rozpoczęła się budowa wieży świątyni, która została ukończona w dniu 8 października umieszczeniem gałki na jej szczycie. Następnie trwały prace wykończeniowe we wnętrzu pod nadzorem architekta Marggrafa. Wyposażenie świątyni wykonało kilku artystów: prace ciesielskie są dziełem Herziga z Radkowa, rzeźby wykonał Heinisch także z Radkowa, obrazy namalował Julius Schneider z Wrocławia, witraże są dziełem Antona Ferstla z Monachium, organy wykonał J. M. V. Haas z Głubczyc, natomiast polichromię ołtarzy, bonifratrrcenie oraz malowidła na ścianach i suficie wykonali Karol i Józef Krachwitzowie. W dniu 5 lipca 1870 roku. świątynia została poświęcona przez sufragana wrocławskiego biskupa Adriana Włodarskiego i otrzymała wezwanie św. Józefa. W latach 1905–1908 świątynia została wyremontowana.
Kościół został zbudowany w stylu neoromańskim na planie krzyża łacińskiego i jest orientowany. Jego wyposażenie reprezentuje jednolity styl klasycystyczny. W niewielkim prezbiterium jest umieszczony ołtarz główny ozdobiony obrazem Świętej Rodziny. Obok obrazu są umieszczone rzeźby św. Piotra po stronie południowej i św. Pawła po stronie północnej. Na łuku ponad obrazem znajduje się napis: Ex Decreto Pii IX. Altare privilegiatum, die 26. Jan. 1872. (Na mocy dekretu Piusa IX, ołtarz obdarzony przywilejami, dnia 26 stycznia 1872.) Ponad łukiem w trójkątnym polu znajduje się główka anioła. Ołtarz posiada zwieńczenie w kształcie krzyża. Poniżej obrazu Świętej Rodziny jest umieszczone tabernakulum.